# Trševine
Trševine (cyr. Тршевине) – wieś w Bośni i Hercegowinie, w Republice Serbskiej, w gminie Višegrad. W 2013 roku liczyła 25 mieszkańców.